# 世界民主青年联盟

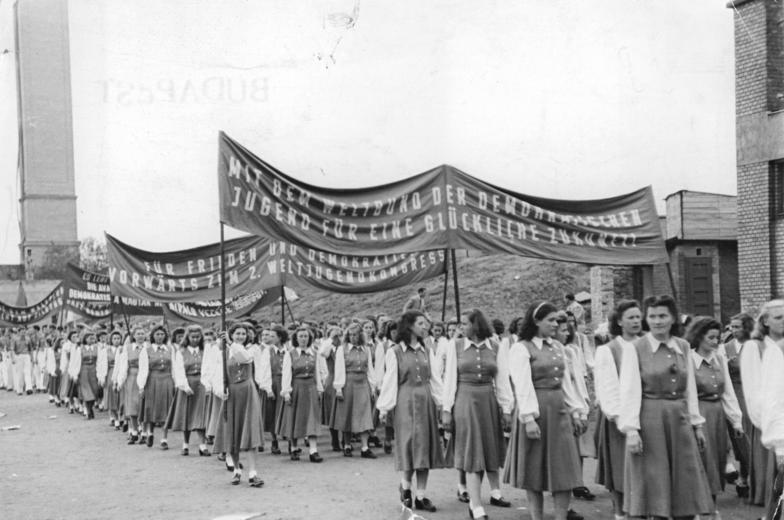
1949年，自由德国青年代表团在世界民主青年联盟于匈牙利举办的第二屆世界青年與學生聯歡節上

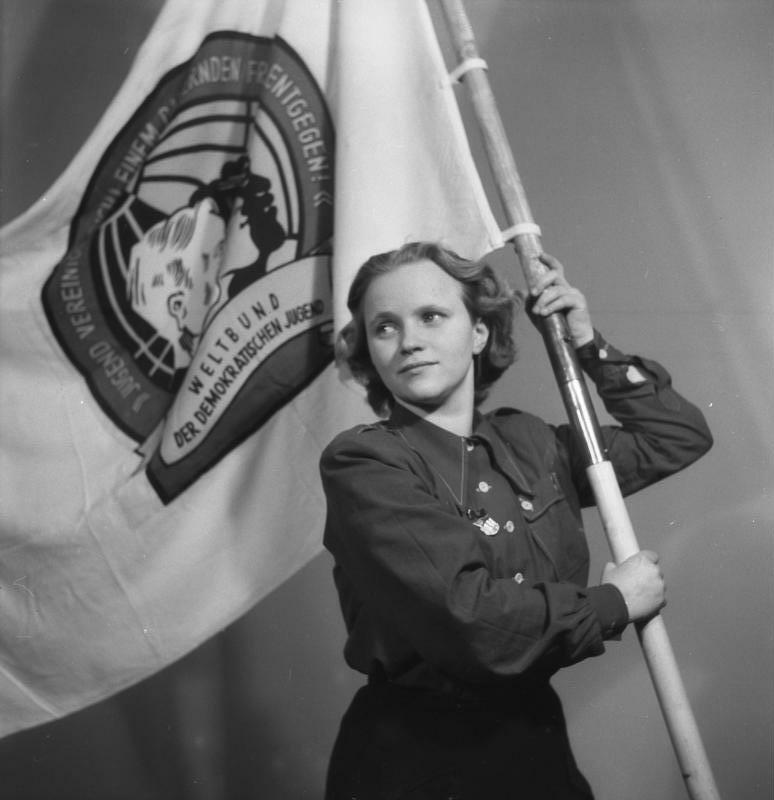
手持世界民主青年联盟旗帜的自由德国青年成员

世界民主青年联盟（英語：World Federation of Democratic Youth），简称世界青联（WFDY），是一个得到联合国承认的国际性非政府左翼青年组织，于1945年在英国伦敦创立，当时的目的主要是在二战结束后联合反法西斯各同盟国青年促进和平和反对核战争，同时表达资本主义国家和社会主义国家青年的友谊。
世界民主青年联盟将自身定义为一个反对帝国主义的左翼组织。其总部设在匈牙利布达佩斯，盟歌为《世界民主青年进行曲》。
世界民主青年聯盟是世界青年與學生聯歡節的主辦單位。

## 历史
1945年11月10日，在英国倫敦舉行的世界青年大會上成立世界民主青年聯盟。第一任秘書長亞歷山大·謝列平曾是1943年解散的青年共產國際的領導人。
當蘇聯和東方集團崩潰時，该组织陷入危機。由於最重要的成員組織全聯盟列寧主義青年共產主義聯盟的倒台留下了權力真空，人們對該組織的未來存有分歧。一些人想要一個更加非政治的結構，而另一些人則更傾向於公開的左翼聯盟。然而，该组织在這場危機中倖存下來，今天是一個活躍的國際青年組織，定期開展活動。
2020年11月10日，世界民主青年聯盟組織一個線上活動，慶祝其成立75週年，主題是“如何面對當今時代的反帝國主義鬥爭”。

## 成员

### 欧洲
- 挪威 挪威青年共产主义联盟
- 挪威 挪威青年共产党人（挪威共产党青年翼）
- 瑞典 瑞典共产主义青年（瑞典共产党青年翼）
- 芬兰 共产主义青年联盟
- 丹麦 丹麦共产主义青年
- 俄羅斯 俄罗斯联邦列宁主义共产主义青年联盟（俄罗斯联邦共产党青年翼）
- 俄羅斯 革命共产主义青年联盟（布尔什维克）（苏联共产党俄罗斯共产主义工人党青年翼）
- 俄羅斯 俄罗斯共产主义青年联盟
- 摩尔多瓦 摩尔多瓦共和国青年共产主义联盟（摩尔多瓦共和国共产党人党青年翼）
- 德国 自由德国青年
- 德国 社会主义德国工人青年（德国的共产党青年翼）
- 捷克 共产主义青年联盟
- 斯洛伐克 青年人民社会主义联盟（斯洛伐克共产党青年翼）
- 匈牙利 左翼阵线—共产主义青年联盟（匈牙利工人党青年翼）
- 羅馬尼亞 社会主义青年联盟（罗马尼亚社会党青年翼）
- 保加利亚 保加利亚社会主义青年联盟
- 克罗地亚青年社会主义者（克罗地亚社会主义工人党青年翼）
- 塞爾維亞 南斯拉夫青年共产主义联盟（南斯拉夫新共产党青年翼）
- 希腊 希腊共产主义青年（希腊共产党青年翼）
- 英国 青年共产主义联盟（不列颠共产党青年翼）
- 愛爾蘭 康诺利青年运动
- 愛爾蘭 工人党青年（工人党青年翼）
- 荷蘭 共产主义青年运动（荷兰新共产党青年翼）
- 比利时 COMAC（比利时工人党青年翼）
- 法國 法国青年共产主义者运动（法国共产党青年翼）
- 西班牙 西班牙共产主义青年联盟（西班牙共产党青年翼）
- 西班牙 共产主义青年集体（西班牙工人共产党青年翼）
- 西班牙 加泰罗尼亚共产主义青年（加泰罗尼亚共产党人青年翼）
- 葡萄牙 葡萄牙共产主义青年（葡萄牙共产党青年翼）
- 瑞士 瑞士共产主义青年（瑞士劳动党青年翼）
- 奥地利 奥地利共产主义青年
- 義大利 青年共产党人（重建共产党青年翼）
- 義大利 意大利共产主义青年联合会（意大利共产党 (2016年)青年翼）
- 義大利 共产主义青年阵线（共产主义阵线（英语：Communist Front (Italy)）青年翼）

### 亚洲
- 日本 日本社会主义青年同盟
- 日本 旅日朝鲜青年同盟（旅日朝鲜人总联合会青年翼）
- 社会主义爱国青年同盟（朝鲜劳动党青年翼）
- 韩国大学总学生会联合
- 蒙古国 蒙古青年联合会
- 菲律賓 人民之子
- 菲律賓 争取社会主义思想和行动前进联盟
- 菲律賓 SIKAP菲律宾
- 菲律賓 YDM菲律宾
- 越南 胡志明共产主义青年团（越南共产党青年翼）
- 越南 越南青年联合会
- 老挝人民革命青年团（老挝人民革命党青年翼）
- 柬埔寨 柬埔寨青年协会
- 緬甸 全缅学生民主阵线
- 緬甸 全缅学生联盟（英语：All Burma Students League）
- 印度 印度民主青年联合会（印度共产党（马克思主义）青年翼）
- 印度 印度学生联合会（印度共产党（马克思主义）学生翼）
- 印度 全印青年联合会（印度共产党青年翼）
- 印度 全印学生联合会（印度共产党学生翼）
- 印度 全印青年联盟（全印前进同盟青年翼）
- 尼泊尔 全尼泊尔民族自由学生联盟（尼泊尔共产党（联合马列）学生翼）
- 尼泊尔 尼泊尔青年联合会（尼泊尔共产党（联合社会主义者）青年翼）
- 尼泊尔 尼泊尔全国青年联合会（尼泊尔共产党（联合）青年翼）
- 尼泊尔 尼泊尔全国学生联合会（尼泊尔共产党（联合）学生翼）
- 不丹 不丹民主青年（不丹民族民主党青年翼）
- 不丹 不丹学生联盟（英语：Students Union of Bhutan）
- 孟加拉国青年联盟（孟加拉国共产党青年翼）
- 社会主义学生阵线（孟加拉国社会党学生翼）
- 孟加拉国学生联盟
- 斯里蘭卡 社会主义青年联盟（人民解放阵线青年翼）
- 斯里蘭卡 社会主义学生联盟（人民解放阵线学生翼）
- 斯里蘭卡 共产主义青年联合会（斯里兰卡共产党青年翼）
- 斯里蘭卡 斯里兰卡全国学生联盟（斯里兰卡共产党学生翼）
- 斯里蘭卡 全兰卡（锡兰）青年联盟联合会（人民联合阵线青年翼）
- 巴基斯坦 民主学生联合会（巴基斯坦共产党学生翼）
- 阿塞拜疆青年共产主义联盟（阿塞拜疆共产党青年翼）
- 格鲁吉亚青年共产主义联盟
- 亞美尼亞 亚美尼亚青年共产主义联盟（亚美尼亚共产党青年翼）
- 伊朗 人民青年组织（伊朗人民党青年翼）
- 伊拉克 伊拉克民主青年联合会（伊拉克共产党青年翼）
- 伊拉克 伊拉克共和国学生总联盟
- 科威特 民主青年联盟（科威特进步运动青年翼）
- 巴林 巴林青年协会（民主进步论坛青年翼）
- 葉門 ASHEED也门
- 葉門 也门青年总联盟
- 叙利亚 叙利亚民主青年联盟—哈立德·巴格达什（叙利亚共产党（巴格达什派）青年翼）
- 叙利亚 叙利亚民主青年联盟（统一叙利亚共产党青年翼）
- 黎巴嫩 黎巴嫩民主青年联盟（黎巴嫩共产党青年翼）
- 约旦 民主青年联盟（约旦共产党青年翼）
- 以色列 以色列青年共产主义联盟（以色列共产党青年翼）
- 巴勒斯坦 巴勒斯坦学生总联盟（英语：General Union of Palestinian Students）
- 巴勒斯坦 巴勒斯坦民主青年联盟（解放巴勒斯坦民主阵线青年翼）
- 賽普勒斯 联合民主青年组织（劳动人民进步党青年翼）
- 土耳其 土耳其共产主义青年（土耳其共产党 (2001年)青年翼）

### 非洲
- 埃及 埃及进步青年联盟（民族进步统一集团党青年翼）
- 利比亞 利比亚全国青年组织
- 阿尔及利亚 阿尔及利亚青年联盟（民族解放阵线青年翼）
- 阿尔及利亚 阿尔及利亚学生全国联盟（民族解放阵线学生翼）
- 摩洛哥 USFP青年联盟（人民力量社会主义联盟青年翼）
- 摩洛哥 社会主义青年（进步与社会主义党青年翼）
- 撒拉威阿拉伯民主共和國 撒哈拉青年联盟（英语：Sahrawi Youth Union）（萨基亚阿姆拉和里奥德奥罗人民解放阵线青年翼）
- 塞内加尔 民主青年运动（民主联盟/争取劳动党运动青年翼）
- 塞内加尔 阿尔布里·恩迪亚耶民主青年联盟（独立和劳动党青年翼）
- PAICV青年（英语：Youth of PAICV）（佛得角非洲独立党青年翼）
- 阿米尔卡·卡布拉尔非洲青年（英语：African Youth Amílcar Cabral）（几内亚和佛得角非洲独立党青年翼）
- SFYO塞拉利昂
- 加纳民主青年联盟
- 非洲青年指导委员会
- 革命青年组织
- 独立社会主义青年联盟
- 奈及利亞 尼日利亚全国青年委员会（英语：National Youth Council of Nigeria）
- 奈及利亞 奥戈尼人全国青年委员会
- 苏丹 苏丹青年联盟（苏丹共产党青年翼）
- 厄立特里亚青年和学生全国联盟（英语：National Union of Eritrean Youth and Students）
- 衣索比亞 埃塞俄比亚青年联盟
- 坦桑尼亚 青年联盟（革命党青年翼）
- JRR布隆迪
- 聖多美和普林西比 JML圣多美和普林西比
- 刚果共和国 UJS刚果
- 刚果民主共和国 PPRD青年联盟（争取重建与民主人民党青年翼）
- 安哥拉 安人运青年（英语：Youth of MPLA）（安哥拉人民解放运动青年翼）
- 尚比亞 联合民族独立党青年联盟（联合民族独立党青年翼）
- 莫桑比克 莫桑比克青年组织（英语：Mozambican Youth Organisation）（莫桑比克解放阵线党青年翼）
- 马拉维 LYM马拉维
- 马拉维 YASED马拉维
- 社会主义青年阵线
- 马达加斯加 KDTM马达加斯加
- 纳米比亚 人组党青年联盟（英语：SWAPO Party Youth League）（纳米比亚人组党青年翼）
- 纳米比亚 纳米比亚全国学生组织
- 辛巴威 ZANU—PF青年联盟（津巴布韦非洲民族联盟—爱国阵线青年翼）
- 辛巴威 津巴布韦学生联盟大会
- 南非 南非学生大会
- 南非 非洲人国民大会青年联盟（英语：African National Congress Youth League）（非洲人国民大会青年翼）
- 南非 南非青年共产主义联盟（南非共产党青年翼）
- 賴索托 LYF莱索托

### 大洋洲
- 抵抗：青年社会主义联盟（社会主义联盟青年翼）

### 美洲
- 加拿大 加拿大青年共产主义联盟
- 美国 美国青年共产主义联盟（美国共产党青年翼）
- 美国 青年社会主义者（社会主义工人党青年翼）
- 墨西哥 青年共产主义者联合会（墨西哥共产党青年翼）
- 墨西哥 社会主义人民青年（社会主义人民党青年翼）
- URNG青年（危地马拉全国革命联盟青年翼）
- 薩爾瓦多 法拉本多·马蒂青年（法拉本多·马蒂民族解放阵线青年翼）
- 尼加拉瓜 桑地诺主义青年（英语：Sandinista Youth）（桑地诺民族解放阵线青年翼）
- 广泛阵线青年（广泛阵线青年翼）
- 巴拿马 JPR巴拿马
- 古巴 青年共产主义联盟（古巴共产党青年翼）
- 进步青年联盟
- 哥伦比亚 哥伦比亚共产主义青年（哥伦比亚共产党青年翼）
- 委內瑞拉 委内瑞拉共产主义青年（委内瑞拉共产党青年翼）
- 委內瑞拉 委内瑞拉统一社会主义党青年（英语：United Socialist Party of Venezuela Youth）（委内瑞拉统一社会主义党青年翼）
- 圭亚那青年和学生运动
- 沃尔特·罗德尼青年运动
- 厄瓜多尔共产主义青年（厄瓜多尔共产党青年翼）
- 厄瓜多尔社会主义青年（厄瓜多尔社会党青年翼）
- 秘魯 秘鲁共产主义青年（秘鲁共产党青年翼）
- 巴西 社会主义青年联盟（巴西共产党青年翼）
- 巴西 共产主义青年联盟（巴西的共产党 (1992年)青年翼）
- 巴西 前进共产主义青年（路易斯·卡洛斯·普列斯特斯共产主义极点青年翼）
- 玻利维亚 玻利维亚共产主义青年（玻利维亚共产党青年翼）
- 巴拉圭 巴拉圭青年之家
- 智利 智利共产主义青年（智利共产党青年翼）
- 阿根廷 共产主义青年联合会（阿根廷共产党青年翼）
- 乌拉圭 共产主义青年联盟（乌拉圭共产党青年翼）
- 乌拉圭 三月二十六日运动青年（三月二十六日运动青年翼）

## 观察员
- 中华人民共和国 中华全国青年联合会
- 瑞典 革命共产主义青年（共产党青年翼）
- 盧森堡 卢森堡共产主义青年（卢森堡共产党青年翼）
- 法國 法国争取共产主义复兴青年（法国共产主义复兴极点青年翼）

## 前成员（部分）
- 苏联 全联盟列宁主义青年共产主义联盟（苏联共产党青年翼）
- 乌克兰 乌克兰青年列宁主义共产主义联盟（乌克兰共产党青年翼）
- 日本 日本民主青年同盟（日本共产党青年翼）
- 中华人民共和国 中国共产主义青年团（中国共产党青年翼）
- 蒙古国 蒙古革命青年团（蒙古人民革命党青年翼）
- 柬埔寨 柬埔寨人民革命青年联盟（柬埔寨人民革命党青年翼）
- 阿富汗 阿富汗民主青年组织（阿富汗人民民主党青年翼）
- 土耳其 共产主义青年（土耳其共产党青年翼）
- 厄瓜多尔共产主义青年（厄瓜多尔共产党青年翼）
- 巴拉圭 巴拉圭共产主义青年（巴拉圭共产党青年翼）
- 叙利亚 革命青年联盟（英语：Revolutionary Youth Union）（阿拉伯复兴社会党—叙利亚地区青年翼）